# Pagode de la Dame céleste
 (décembre 2023).
Si vous disposez d'ouvrages ou d'articles de référence ou si vous connaissez des sites web de qualité traitant du thème abordé ici, merci de compléter l'article en donnant les références utiles à sa vérifiabilité et en les liant à la section « Notes et références ».
La pagode de la Dame céleste (vietnamien : Chùa Thiên Mụ ; 񣘠天姥) est la pagode la plus haute du Viêt Nam avec les six étages supérieurs de sa tour, dénommée « Source de félicité ».
Elle se trouve à Hué sur la colline Hà Khê à trois kilomètres de la citadelle de Hué et surplombe la rivière des Parfums. C'est un des symboles majeurs de la ville.

## Historique
La pagode a été construite sans tour en 1601 par le seigneur Nguyễn Hoàng dont la dynastie gouvernait de facto la région d'Annam et le sud de l'empire, au nom de la dynastie Lê.
Selon la légende, une vieille dame apparut un jour en ces lieux et prédit que celui qui bâtirait une pagode sur cette colline fonderait une grande dynastie.
Une première pagode est donc construite en 1601, puis agrandie et réaménagée en 1665 sous le gouvernement de Nguyễn Phúc Tần.
En 1710 une cloche de 3 285 kg est fondue, que l'on entendait à dix kilomètres à la ronde. C'est la plus puissante de l'époque. La triple porte et différentes salles sont construites en 1714.
Minh Mang la restaure au XIXe siècle.

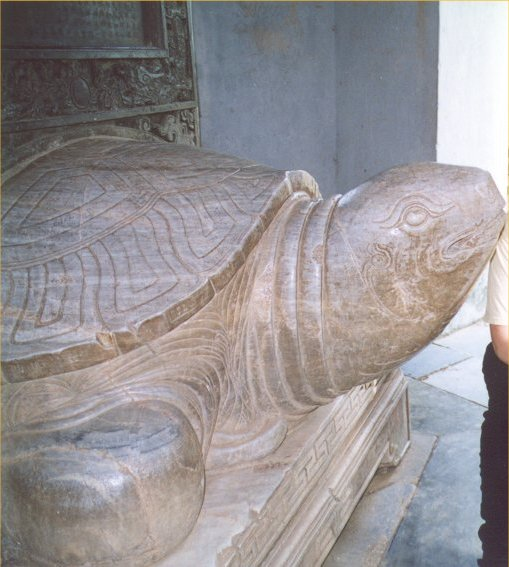
La tortue de la pagode.

C'est son successeur, Thiệu Trị, qui fait construire la tour octogonale de la pagode actuelle en 1844, mesurant 21 mètres de hauteur. Chacun des sept étages est dédié à un différent Bouddha. Elle comprend à l'intérieur la statue en marbre d'une tortue, symbole de longévité.
La pagode est endommagée par un typhon en 1904. Elle a été le théâtre pendant l'été 1963, comme beaucoup d'autres lieux bouddhistes du pays, de manifestations anti-gouvernementales contre Ngô Đình Diệm qui finit par être assassiné quelques mois plus tard.
Des manifestations y ont lieu de nouveau dans les années 1980, cette fois-ci anticommunistes ; elles ont été sévèrement réprimées par la police.